# بنية زمنية دقيقة
الغلاف الزمني (إي إن في) والبنية الدقيقة الزمنية (تي إف إس) هما التغيرات التي يدركها الإنسان في سعة الصوت وتردده مع مرور الزمن. تُعتبر هذه التغيرات الزمنية مسؤولة عن العديد من الجوانب ذات الصلة بالإدراك السمعي، بما في ذلك إدراك الجهارة، والحدة والجرس والسمع المكاني.
يعمل جهاز السمع المحيطي لدى الإنسان على تفكيك الأصوات المعقدة مثل الكلام أو الموسيقا إلى نطاقات ضيقة التردد. تستطيع الإشارات الناتجة ضيقة النطاق إيصال المعلومات في نطاقات زمنية مختلفة متراوحة بين ما يقل عن الميلي ثانية وما يفوق مئات الميلي ثانية. اقتُرح وجود ثنائية بين إشارات «الغلاف الزمني» البطيئة وإشارات «البنية الدقيقة الزمنية» الأسرع عند دراسة الجوانب العديدة من الإدراك السمعي (على سبيل المثال، إدراك الجهارة، والحدة والجرس، وتحليل المشهد السمعي، وموضعة الصوت) ضمن مقياسين زمنيين منفصلين لكل من نطاقي التردد. على مر العقود الماضية، نشأت ثروة من الدراسات النفسية الفيزيائية، والفيزيولوجية الكهربائية والحاسوبية القائمة على ثنائية الغلاف / البنية الدقيقة، إذ اختبرت هذه الدراسات دور الإشارات الزمنية في تحديد الصوت والتواصل، وكيفية معالجة هذه الإشارات الزمنية بواسطة الجهاز السمعي المركزي والمحيطي بالإضافة إلى تأثيرات الشيخوخة وتلف القوقعة على المعالجة السمعية الزمنية. على الرغم من اعتبار ثنائية الغلاف / البنية الدقيقة موضعًا للجدل واستمرار التساؤلات حول كيفية تشفير إشارات البنية الدقيقة الزمنية في الجهاز السمعي، أدت هذه الدراسات إلى مجموعة من التطبيقات في مختلف المجالات بما في ذلك معالجة الصوت والكلام، وعلم السمع السريري وإعادة تأهيل حالات الصمم الحسي العصبي بواسطة المعينات السمعية أو زراعة القوقعة.

## تعريف
قد تمتلك مفاهيم الغلاف الزمني والبنية الدقيقة الزمنية معان مختلفة في الدراسات المختلفة. تتمثل إحدى الأمور التي يجب النظر فيها في التمييز بين الوصف الفيزيائي (أي الصوتي) والوصف الحيوي (أي الإدراكي) لإشارات «إي إن في» و«تي إف إس».
يمكن اعتبار الصوت الذي تغطي مكونات تردده نطاقًا ضيقًا (إذ يُطلق على هذا الصوت اسم إشارة ضيقة النطاق) بمثابة غلاف («إي إن في بّي»، إذ تمثل «بّي» الإشارة الفيزيائية) متراكب على حامل متذبذب بسرعة أكبر، الذي يمثل البنية الدقيقة الزمنية (تي إف إس بّي).
تُعتبر غالبية الأصوات في الحياة اليومية، بما في ذلك الكلام والموسيقا، واسعة النطاق؛ تنتشر مكونات التردد على نطاق واسع مع عدم وجود طريقة دقيقة بما يكفي لتمثيل الإشارة بالنسبة إلى «إي إن في بّي» و«تي إف إس بّي». مع ذلك، يمكن تفكيك الإشارات المعقدة واسعة النطاق في القوقعة السليمة وظيفيًا من خلال فلترتها على الغشاء القاعدي (بي إم) داخل القوقعة إلى سلسلة من الإشارات ضيقة النطاق. نتيجة لذلك، يمكن اعتبار شكل الموجة في كل مكان على الغشاء القاعدي بمثابة غلاف (إي إن في بي إم) متراكب على حامل متذبذب بسرعة أكبر، الذي يمثل البنية الدقيقة الزمنية (تي إف إس بي إم). يستند كل من «إي إن في بي إم» و«تي إف إس بي إم» إلى المكان على طول الغشاء القاعدي. في النهاية الذروية المضبوطة على ترددات (صوتية) منخفضة، يختلف كل من «إي إن في بي إم» و«تي إف إس بي إم» ببطء نسبيًا مع مرور الزمن، بينما يختلفان بشكل أسرع مع مرور الزمن في النهاية القاعدية المضبوطة على ترددات عالية. 
يحدث تمثيل كل من «إي إن في بي إم» و«تي إف إس بي إم» في الأنماط الزمنية لجهود الفعل في العصب السمعي إذ يمكن الإشارة إليها بواسطة «إي إن في إن» و«تي إف إس إن». يحدث تمثيل «تي إف إس إن» بشكل سائد في العصبونات المضبوطة على الترددات المنخفضة، بينما يحدث تمثيل «إي إن في إن» بشكل سائد في العصبونات المضبوطة على الترددات (الصوتية) المرتفعة. بالنسبة إلى الإشارة واسعة النطاق، يتعذر التأثير على «تي إف إس بّي» دون التأثير أيضًا على «إي إن في بي إم» و«إي إن في إن»، ومن غير الممكن التأثير على «إي إن في بّي» دون التأثير أيضًا على «تي إف إس بي إم» و«تي إف إس إن»

## الدور في الكلام وإدراك الموسيقا

### دور الغلاف الزمني في الكلام وإدراك الموسيقا
تلعب «إي إن في بّي» دورًا في العديد من الجوانب المتعلقة بالإدراك السمعي، بما في ذلك إدراك الكلام والموسيقا. يصبح التعرف على الكلام ممكنًا باستخدام إشارات «إي إن في بّي»، حتى في حالات التراجع الكبير للمعلومات الطيفية و«تي إف إس بّي». في الواقع، عند دمج «تي إف إس بّي» من جملة واحدة مع «إي إن في بّي» من جملة لاحقة، يمكن عندئذ سماع كلمات الجملة الثانية فقط. تتمثل معدلات «إي إن في بّي» ذات الأهمية الأكبر للكلام في تلك التي تقل عن 16 هرتز، المتوافقة مع التقلبات في معدل المقاطع الصوتية. من ناحية أخرى، ينتقل محيط التردد الأساسي («الحدة») لأصوات الكلام بشكل أساسي عبر إشارات «تي إف إس بّي»، على الرغم من إمكانية إدراك بعض المعلومات على المحيط بواسطة تقلبات الغلاف السريعة المتوافقة مع التردد الأساسي. بالنسبة إلى الموسيقا، تنقل معدلات «إي إن في بّي» البطيئة معلومات الإيقاع وسرعة الإيقاع، بينما تنقل المعدلات الأسرع خصائص بدء الصوت ومعادلته (المقدمة والاضمحلال، على الترتيب) الهامة من أجل إدراك الجرس.

### دور البنية الدقيقة الزمنية في الكلام وإدراك الموسيقا
تلعب القدرة على المعالجة الدقيقة لمعلومات «تي إف إس بّي»، كما يُعتقد، دورًا في إدراكنا للحدة (أي الارتفاع المدرك للأصوات)، إذ يمثل ذلك أحد الأحاسيس الهامة للإدراك الموسيقي، بالإضافة إلى قدرتنا على فهم الكلام، وخاصة في وجود ضجيج خلفي.  

#### دور البنية الدقيقة الزمنية في إدراك الحدة
على الرغم من استمرار الجدل حول آليات استعادة الحدة وتذكرها في الجهاز السمعي، يمكن استخدام معلومات «تي إف إس إن» في استعادة حدة النغمات الصافية منخفضة التردد وتقدير الترددات الفردية للتوافقيات منخفضة العدد (بين الأولى والثامنة تقريبًا) للأصوات المعقدة، أي الترددات التي يمكن من خلالها استعادة التردد الأساسي للصوت وفقًا لنماذج متطابقة الأنماط من إدراك الحدة، على سبيل المثال. اقتُرح أيضًا وجود دور لمعلومات «تي إف إس إن» في إدراك حدة الأصوات المعقدة المتضمنة توافقيات متوسطة (بين السابعة والسادسة عشرة تقريبًا) ومن الممكن تبريره بواسطة النماذج الزمنية أو الطيفية الزمنية لإدراك الحدة. قد تكون إشارات «تي إف إس إن» المتراجعة المنقولة بواسطة أجهزة زراعة القوقعة مسؤولة جزئيًا عن الإدراك الموسيقي المضطرب لدى متلقي زراعة القوقعة.

#### دور إشارات البنية الدقيقة الزمنية في إدراك الكلام
يُعتقد أن إشارات «تي إف إس بّي» هامة من أجل تحديد المتكلمين بالإضافة إلى تحديد النغمة في اللغات النغمية. علاوة على ذلك، أشارت العديد من دراسات المشفر الصوتي إلى مساهمة إشارات «تي إف إس بّي» في وضوح الكلام في حالتي السكون والضجيج. على الرغم من صعوبة عزل إشارات «تي إف إس بّي» عن إشارات «إي إن في بّي»، تشير أدلة الدراسات على المستمعين ضعاف السمع إلى أن قدرتهم على إدراك الكلام مع وجود ضجيج خلفي عائدة جزئيًا إلى قدرتهم على معالجة «تي إف إس بّي» بشكل دقيق، على الرغم من عدم اعتماد قدرة «الاستماع في الانخفاضات» لحاجبات التقلب على إشارات «تي إف إس بّي» الدورية.